# 矢美津駅
矢美津駅（やびつえき）は、かつて秋田県横手市山内大沢字矢櫃（）にあった、東日本旅客鉄道（JR東日本）北上線の駅（廃駅）である。

## 歴史
- 1963年（昭和38年）7月15日：日本国有鉄道（国鉄）の駅として平鹿郡山内村に新設[1][3]。請願駅であり、気動車の旅客のみ取扱う無人駅[2][4]。
- 1987年（昭和62年）4月1日：国鉄分割民営化に伴い、JR東日本の駅となる[1]。
- 2016年（平成28年）12月1日：冬季期間（12月1日 - 翌年3月31日）、全列車通過となる[5][6]。
- 2020年（令和2年）11月20日：停車予定の下り普通列車が誤って通過[7]。
- 2022年（令和4年）3月12日：ダイヤ改正に伴い廃止[8]。ダイヤ改正時点で冬季休業中であり、2021年（令和3年）11月30日が実質的な最終営業日となった。

## 駅構造

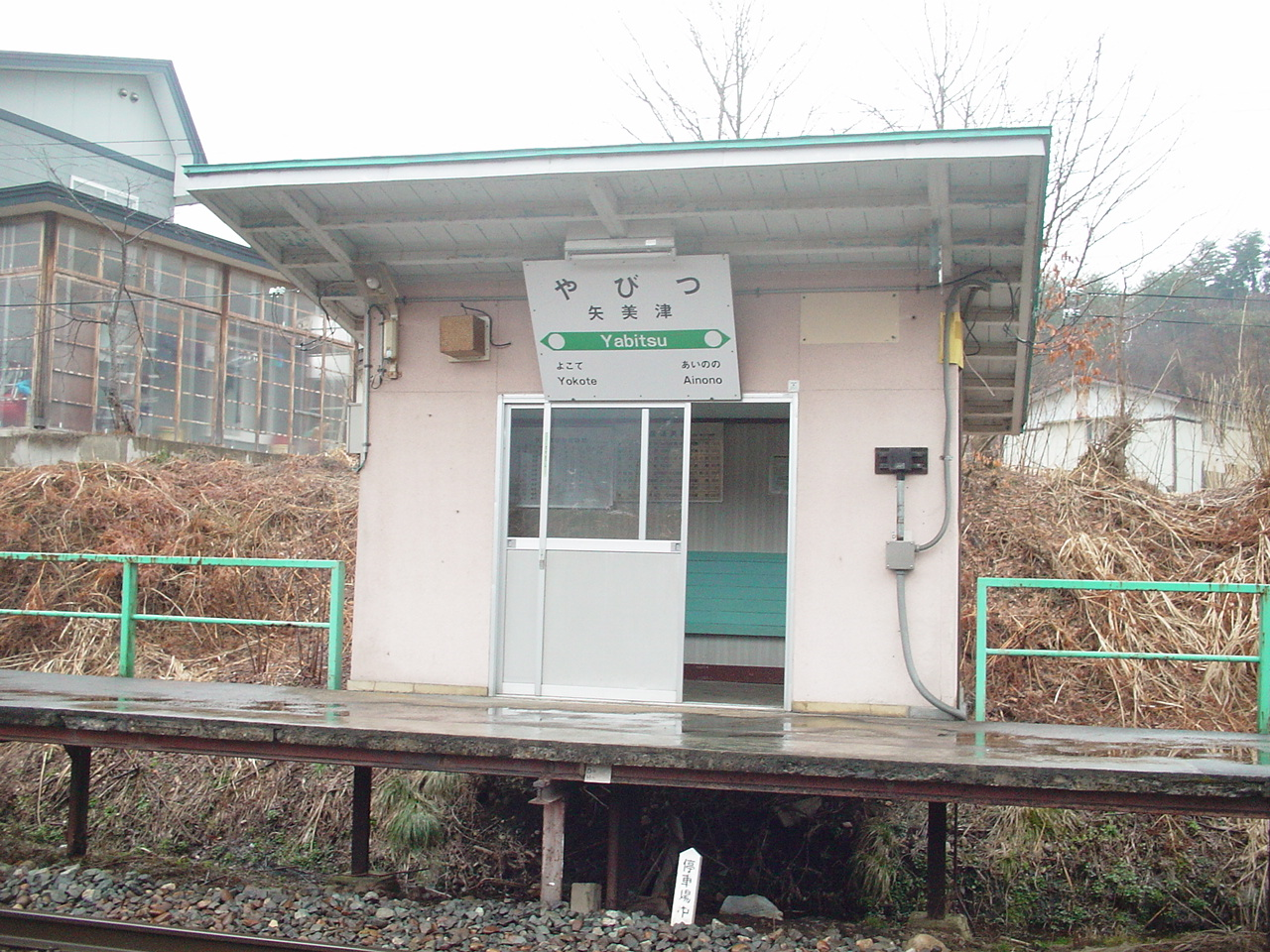
待合室

単式ホーム1面1線を有する地上駅で、ホーム上に待合室があった。
横手駅管理の無人駅。

## 駅周辺
- 国道107号
- ぶどう園

## 隣の駅
東日本旅客鉄道（JR東日本）
■北上線
相野々駅 - 矢美津駅 - 横手駅